# Usine du Piton
L'usine du Piton est une ancienne usine sucrière de l'île de La Réunion, département et région d'outre-mer français dans le sud-ouest de l'océan Indien.
Elle fait l'objet d'une protection au titre des monuments historiques.

## Situation
L'usine sucrière du Piton est située sur la côte sud de l'île de La Réunion, en rive gauche de la rivière des Remparts, à environ 200 mètres du rivage de l'océan Indien, au 29 rue Auguste Brunet à Saint-Joseph. Elle doit son nom au sommet qui la surplombe à l'est, le piton Babet, autrefois appelé piton Saladin.

## Histoire
L'usine de l'Amitié est ravagée en 1847 par un cyclone. Sur ses ruines est édifiée l'usine du Piton par Gabriel Le Coat de Kerveguen de 1852 à 1854. Vers 1894, elle devient une féculerie de manioc avant d'être transformée en distillerie lors de l'entre-deux-guerres.
Par arrêté du 18 juillet 2002, sa cheminée et son terrain d'assiette font l'objet d'une inscription au titre des monuments historiques.
Le 22 mars 2022, un nouvel arrêté qui se substitue au précédent élargit le périmètre de l'inscription à l'ensemble de l'usine, couvrant aussi les façades du bâtiment lié à l'usine, au nord de celle-ci.